# دیوید سار سلامه
دیوید سار سلامه (انگلیسی: David Saar Salama؛ زادهٔ ۴ مارس ۱۹۶۹) دریابان نیروهای دفاعی اسرائیل است، که از سپتامبر ۲۰۲۱ به‌عنوان فرمانده نیروی دریایی اسرائیل فعالیت می‌کند.
سلامه فعالیت نظامی را از سال ۱۹۸۷ در واحد شایتت ۱۳ نیروی دریایی اسرائیل آغاز کرد، از ۲۰۰۲ تا ۲۰۰۶ فرمانده اسکادران ۹۱۶ بود، از ۲۰۰۶ تا ۲۰۰۷ به‌عنوان رئیس آموزش نیروی دریایی فعالیت می‌کرد و از ۲۰۰۷ تا ۲۰۰۸ فرماندهی اسکادران ۳۱ را برعهده داشت.
وی در فاصله سال‌های ۲۰۰۸ تا ۲۰۱۰ فرمانده پایگاه دریایی ایلات بود، از ۲۰۱۰ تا ۲۰۱۱ فرماندهی پایگاه دریایی اشدود را برعهده داشت و در فاصله سال‌های ۲۰۱۱ تا ۲۰۱۳ به‌عنوان فرمانده ناوگان قایق‌های موشک‌انداز فعالیت می‌کرد.
او از ۲۰۱۴ تا ۲۰۱۷ فرمانده پایگاه دریایی حیفا بود، از ۲۰۱۷ تا ۲۰۱۹ فرماندهی سپاه عمق را برعهده داشت و در فاصله سال‌های ۲۰۱۹ تا ۲۰۲۱ به‌عنوان رئیس ستاد نیروی دریایی فعالیت می‌کرد.